# 로버트 얼 존스
로버트 얼 존스(Robert Earl Jones, 1910년 2월 3일 ~ 2006년 9월 7일)는 미국의 권투 선수, 연극 배우, 영화배우, 텔레비전 배우이다.

## 영화
- 코델 (1990년)
- 위트니스 (1985년) - 수위 역
- 슬리퍼웨이 캠프 (1983년)
- 대역전 (1983년)
- 인간의 증명 (1977년)
- 닭싸움꾼 (1974년) - 버포드 역
- 스팅 (1973년) - 루더 콜맨 역
- 원 포테토, 투 포테토 (1964년)
- 분노의 강 (1960년)
- 오즈 어게인스트 투마로우 (1959년)